# Артуро Умберто Илия
Артуро Умберто Илия (на испански: Arturo Umberto Illia Francesconi) е 34-ти президент на Аржентина от 12 октомври 1963 година до 28 юни 1966 г.

## Биография
Роден е на 4 август 1900 година в Пергамино, провинция Буенос Айрес. Родителите му са италиански имигранти. През 1918 година започва да учи медицина. Завършва го през 1927 г. По-късно през 1939 година се жени и има 3 деца. Жена му умира от рак през 1966 година, същата година, в която Илия е свален от власт с военен преврат. Остава политически активен до смъртта си. Погребан е в Буенос Айрес.
Името му се свързва с това на Че Гевара и неговия неуспешен опит да започне партизанско движение в Аржентина през 1963 година.